# Original Doberman
Original Doberman è il secondo album del cantante giamaicano Shaggy.

## Tracce
1. Kibbles And Bits
2. Bullet-Proof Buddy
3. We Never Danced To The Rub-A-Dub Sound
4. Alimony
5. Jump And Rock
6. Chow
7. P.H.A.T.
8. Wild Fire
9. Glamity Power
10. Man A Yard
11. Get Down To It
12. Soldering
13. Lately